# Kommunbrauhaus (Merlach)

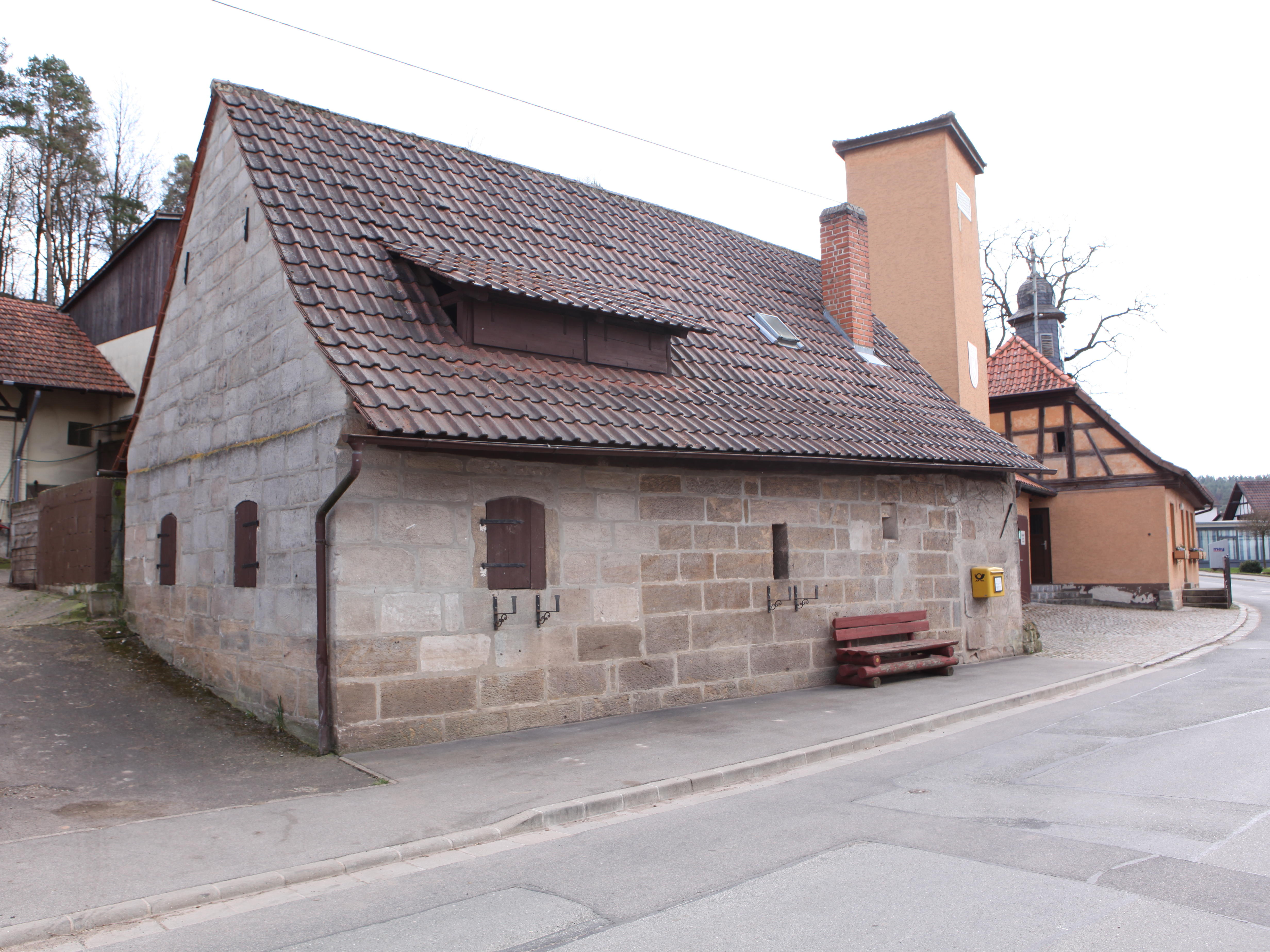
Kommunbrauhaus in Merlach

Das Kommunbrauhaus in Merlach, einem Stadtteil von Seßlach im oberfränkischen Landkreis Coburg in Bayern, wurde Mitte des 19. Jahrhunderts errichtet. Das Kommunbrauhaus mit der Adresse Merlach 15 ist ein geschütztes Baudenkmal. 
Der Sandsteinquaderbau mit Satteldach hat segmentbogige Fenster.